# Merosargus telfordi
Merosargus telfordi är en tvåvingeart som beskrevs av James 1971. Merosargus telfordi ingår i släktet Merosargus och familjen vapenflugor.
Artens utbredningsområde är Puerto Rico. Inga underarter finns listade i Catalogue of Life.